# Matthias Ostrzolek
Matthias Ostrzolek (Bochum, 5 de junho de 1990) é um futebolista profissional alemão que atua como lateral-esquerdo.

## Carreira
Matthias Ostrzolek começou a carreira no VfL Bochum.